# Alfons Fosu-Mensah
Alfons Fosu-Mensah (Amsterdam, 4 maart 1994) is een Nederlands voetballer die doorgaans speelt als spits. Tot 2015 droeg hij de naam Alfons Agbolosoo. Zijn jongere broer is voetballer Timothy Fosu-Mensah.

## Clubcarrière
Agbolosoo speelde in de jeugd van AFC Amsterdam en werd later opgenomen in de opleiding van Almere City FC. In 2014 verliet de spits Almere, waar hij veel geteisterd was door blessureleed. Op proef bij FC Oss scoorde hij in september in een oefenduel met FC Eindhoven. Later die maand tekende hij op amateurbasis bij de Ossenaren. Reglementair mocht hij echter pas vanaf januari 2015 uitkomen voor zijn nieuwe club. Agbolosoo debuteerde voor FC Oss in de Jupiler League op 31 januari 2015, toen in Stadion De Vijverberg met 2–1 werd verloren van De Graafschap. Vier minuten voor tijd liet coach Wil Boessen hem invallen voor verdediger Dean van der Sluys. Hij kwam dat seizoen tot zeven wedstrijden waarna zijn contract afliep. In september sloot hij na een stage aan bij het Engelse Southport dat uitkomt in de Conference National. Nadat hij speelgerechtigd was, kwam hij echter niet meer aan bod en op 2 oktober tekende hij een contract bij Colwyn Bay uit Wales dat speelt in de Conference North. Eind november ging hij naar Ashton United en medio januari 2016 naar Skelmersdale United. In de zomer van 2016 kwam hij terecht bij North Ferriby United. Per 1 februari 2017 speelt hij voor Hedsnesford Town. In maart 2017 ging Fosu-Mensah naar Marine FC. In augustus 2017 ging Fosu-Mensah  voor Airbus UK Broughton spelen dat uitkomt in de Cymru Alliance. Een jaar later werd Llandudno, dat uitkomt in de Cymru Premier, zijn nieuwe club. Hij werd al snel verhuurd aan Denbigh Town in de Cymru Alliance en zijn contract bij Llandudno werd in november ontbonden. In december 2018 ging Fosu-Mensah voor Widnes in de Northern Premier League spelen. Eind juli 2019 keerde hij terug bij Llandudno in de Cymru North. Eind januari 2020 verliet hij de club. Een maand later sloot hij aan bij Stalybridge Celtic dat uitkomt in de Northern Premier League Premier Division. In september 2020 sloot hij aan bij Glossop North End in de Northern Premier League Division One East.

## Clubstatistieken
| Seizoen | Club   | Competitie     | Competitie | Competitie | Beker | Beker | Internationaal | Internationaal | Totaal | Totaal |
| Seizoen | Club   | Competitie     | Wed.       | Dlp.       | Wed.  | Dlp.  | Wed.           | Dlp.           | Wed.   | Dlp.   |
| ------- | ------ | -------------- | ---------- | ---------- | ----- | ----- | -------------- | -------------- | ------ | ------ |
| 2014/15 | FC Oss | Eerste divisie | 7          | 0          | 0     | 0     | —              | —              | 7      | 0      |
| Totaal  | Totaal | Totaal         | 7          | 0          | 0     | 0     | 0              | 0              | 7      | 0      |

Bijgewerkt op 26 april 2023.